# کرومو ام کامپ
کرومو ام کامپ (به آلمانی: Krumau am Kamp) یک منطقهٔ مسکونی در اتریش است که در ناحیه کرمس-لاند واقع شده‌است. کرومو ام کامپ ۸۰۶ نفر جمعیت دارد.